# Ambroży (Jääskeläinen)
Ambroży, imię świeckie Risto Tapani Jääskeläinen (ur. 10 sierpnia 1945) – fiński biskup prawosławny.

## Życiorys
W 1968 obronił pracę magisterską w dziedzinie teologii. Jest również absolwentem studiów prawniczych na uniwersytecie w Helsinkach. Od 1975 do 1976 pełnił obowiązki adiunkta na uniwersytecie w Joensuu.
W latach 1977–1988 był ekonomem w monasterze Nowy Wałaam, między 1986 a 1988 także jego namiestnikiem. W 1988 przyjął chirotonię biskupią i został wikariuszem eparchii helsińskiej jako biskup Joensuu. W 1996 objął katedrę Oulu i został podniesiony do godności metropolity. W 2002 przeniesiony na katedrę helsińską.
Uczestnik dialogu ekumenicznego między Kościołami prawosławnymi a anglikańskimi, luterańskimi i Kościołem katolickim, działał w Światowej Radzie Kościołów.
W 2005 przedstawił propozycję ustanowienia interkomunii między Kościołami prawosławnymi i luterańskimi, całkowicie odbiegającą od dotychczasowego stanowiska Kościołów prawosławnych w tej kwestii.